# Шабаліно (Орічівський район)
Шаба́ліно (рос. Шабалино) — присілок у складі Орічівського району Кіровської області, Росія. Входить до складу Пустошинського сільського поселення.
Населення становить 13 осіб (2010, 14 у 2002).
Національний склад станом на 2002 рік — росіяни 93 %.